# VfL TuRa Kassel
VfL TuRa Kassel was een Duitse voetbalclub uit Kassel.

## Geschiedenis
De club werd in 1904 opgericht als Vereinigter Bewegungssportverein 1904 Herkules Cassel en werd kort BSV Herkules Cassel genoemd. De club was aangesloten bij de West-Duitse voetbalbond en speelde in de Hessische competitie. In 1909 mocht de club voor het eerst aantreden in de hoogste klasse, maar de club trok zich terug uit de competitie. In 1912/13 was de club wel van de partij en werd vijfde op negen clubs. Het volgende seizoen werd de club laatste met slechts één punt en degradeerde. In 1918 fuseerde de club met SV West Cassel en werd zo RSV 04 Cassel. De club speelde weer in de hoogste reeks en werd vierde achter de grote stadsrivalen SV Kurhessen 93, BC Sport 1894 en Spielverein 06.
Op 15 juni 1919 fuseerde de club met TG 1868 Wehlheiden en TG 1899 Wehlheiden en werd SV Tura Cassel-Wehlheiden. De voetballers speelden wel nog twee seizoenen als RSV 04 in de competitie. In 1926 werd de naam van de stad niet langer met een C geschreven en werd ook de clubnaam aangepast en later ook gewijzigd in VfL TuRa Kassel. De club speelde een aantal jaar in de hoogte klasse van de Hessisch-Hannoverse competitie. In 1933 kwam de NSDAP aan de macht in Duitsland en de competitie werd grondig geherstructureerd. De Gauliga Hessen werd ingevoerd als hoogste klasse en hiervoor plaatste de club zich niet. In 1939 promoveerde de club, maar werd laatste en degradeerde meteen weer. In 1943/44 had de club het moeilijk om nog een team op te stellen wegens de perikelen in de Tweede Wereldoorlog waarop ze een oorlogsfusie aangingen met TuSpo Kassel. De KSG TuRa/TuSpo Kassel werd laatste.
Na de oorlog werden alle Duitse clubs ontbonden en per stadsdeel mocht een nieuwe club opgericht worden. Zo werd in 1946 SG Wehlheiden opgericht en kort daarna de naam Kasseler SV aannam. In november 1947 fuseerde de club met VfL Hessen Kassel tot KSV Hessen Kassel.
In 1951 richtten voormalige leden van TuRa SV Wehlheiden op dat in 1954 de naam Kasseler FV aannam en in hetzelfde stadion als voorheen ging spelen.